# Catacomben van Parijs

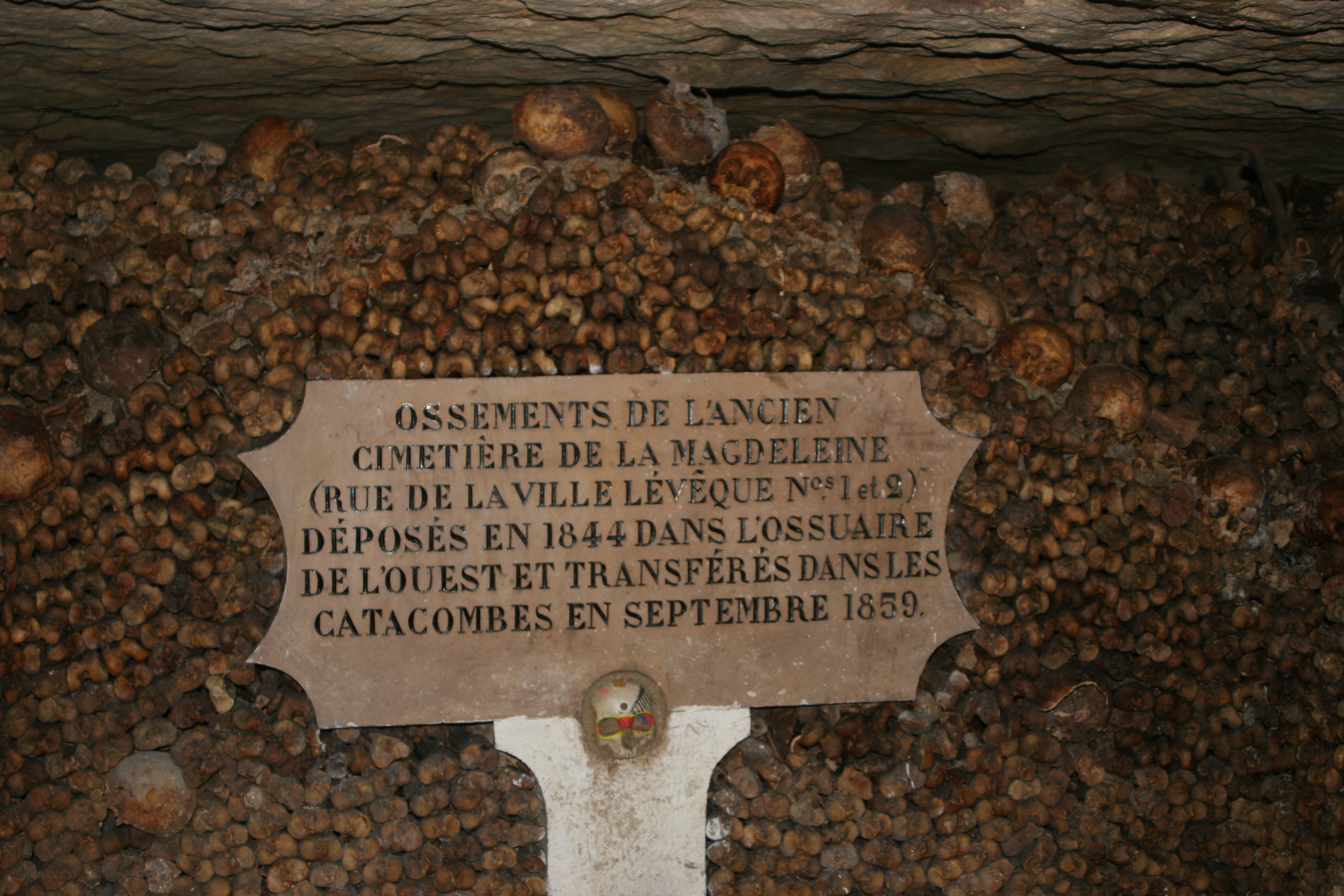
Catacomben in Parijs

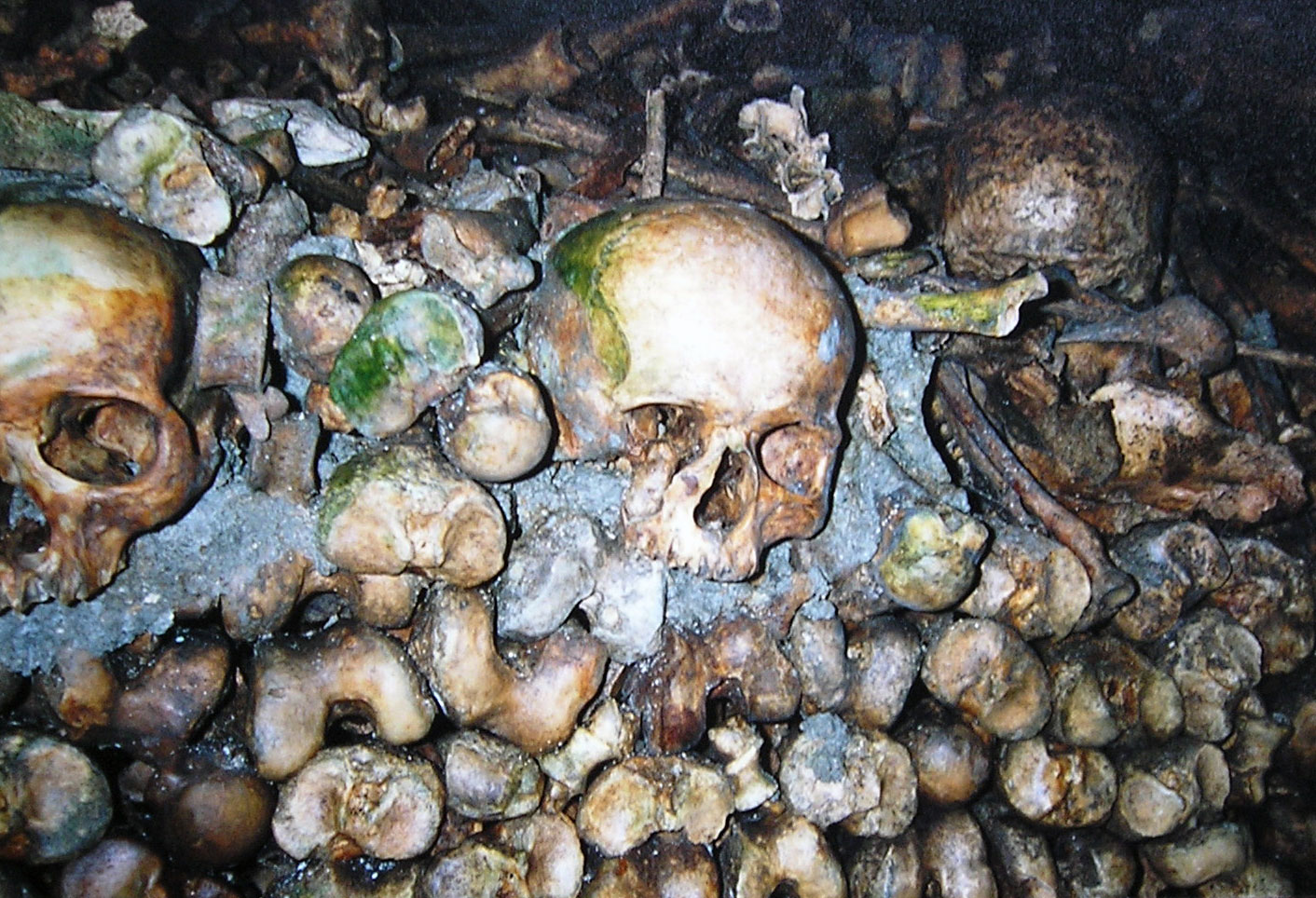
Gestapelde schedels en beenderen

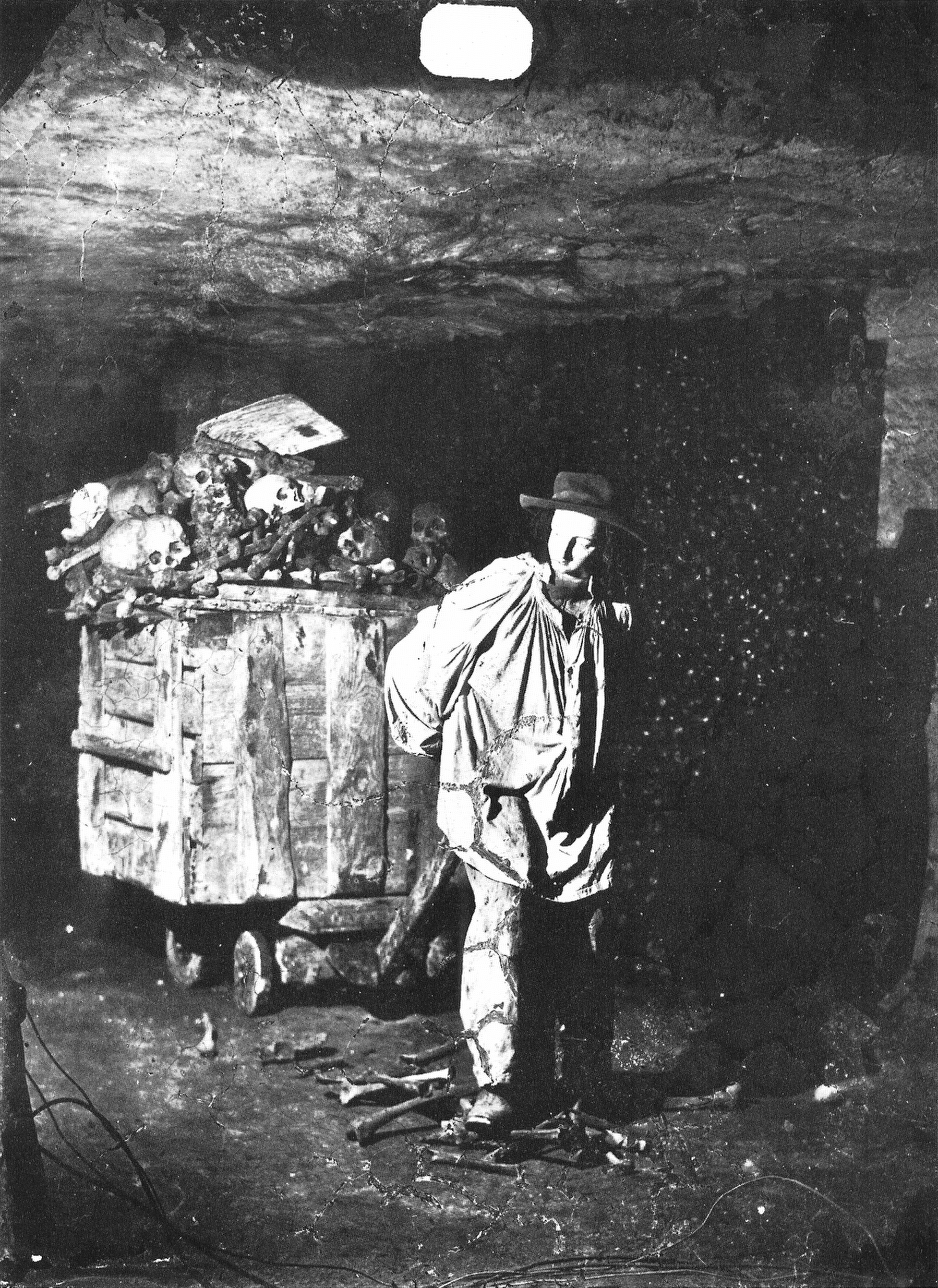
Aanleg van de catacomben, foto door Felix Nadar

De catacomben van Parijs vormen een beroemde verzameling ondergrondse begraafplaatsen onder de Franse hoofdstad. Op verschillende locaties zijn de beenderen van ongeveer zes miljoen Parijzenaren ondergebracht. De beenderen liggen verspreid in ondergrondse kamers en galerijen.
Onder Parijs is een groot netwerk van ondergrondse tunnels van minstens 290 km lang te vinden. Oorspronkelijk waren deze tunnels de kalksteengroeven van Montrouge. Uit deze kalksteengroeven werd gedurende eeuwen het steen gehaald waarmee de gebouwen van Parijs zijn gebouwd. Vanaf 1785 tot ver in de 19e eeuw is een deel van de kalksteengroeven gebruikt als depot om de beenderen van de overvolle kerkhoven in onder te brengen. Zo werd in 1780 als eerste het Cimetière des Innocents (indertijd de enige begraafplaats binnen de muren van Parijs) gesloten. Alle rond de twee miljoen botten werden vanaf 1785 overgebracht naar de steengroeven onder de stad. Ook andere Parijse begraafplaatsen werden wegens gezondheidsredenen geruimd. In totaal liggen de botten van ongeveer zes miljoen mensen in de catacomben begraven.
Deze menselijke resten werden in lege kamers gestort en afgedekt met een netjes gestapelde wand van schedels en botten. Met plaquettes wordt aangegeven van welke begraafplaats de botten afkomstig zijn.
Alle doden in de catacomben zijn anoniem. Er zijn geen graven of herdenkingsplekken waar specifieke overledenen zijn begraven. Toch zijn niet alle doden naamloos. Aan het einde van de Franse Revolutie werden ook de botten van degenen die ter dood waren gebracht met de guillotine naar de catacomben gebracht. Zo werden onder andere de scheikundige Antoine Lavoisier, de politicus Georges Danton en de journalist Camille Desmoulins onder de guillotine op de Place de la Concorde gedood. Hun overblijfselen werden naar de catacomben gebracht.
Gedurende de Tweede Wereldoorlog werd een deel van het gangenstelsel gebruikt door het verzet. Ook doken in de loop van de geschiedenis verschillende personen onder in de catacomben om aan vervolging of dood te ontkomen. Zo verschuilden zich in 1794 tegenstanders van Robespierre in het uitgebreide gangenstelsel.
Tegenwoordig kan het publiek een 1,7 km lang gedeelte van de tunnels bezoeken. Na een afdaling van 25 meter aan trappen brengt een wandeling de bezoeker langs een van de catacomben waar de gestapelde beenderen en schedels liggen, gerangschikt per kerkhof waar de beenderen vandaan komen en het jaar waarin ze in de catacomben gedeponeerd zijn.